# Wohnhaus Chreschtschatyk 42
Das Wohnhaus Chreschtschatyk 42 (ukrainisch Будинок за адресою Хрещатик, 42/ Budynok sa adressoiu Chreschtschatyk 42)
gehört zu dem unter Denkmalschutz stehenden städtebaulichen Ensemble in der Innenstadt der ukrainischen Hauptstadt Kiew, welches sich von dem Chreschtschatyk Nr. 40 bis Nr. 52 zum Taras-Schewtschenko-Boulevard erstreckt.

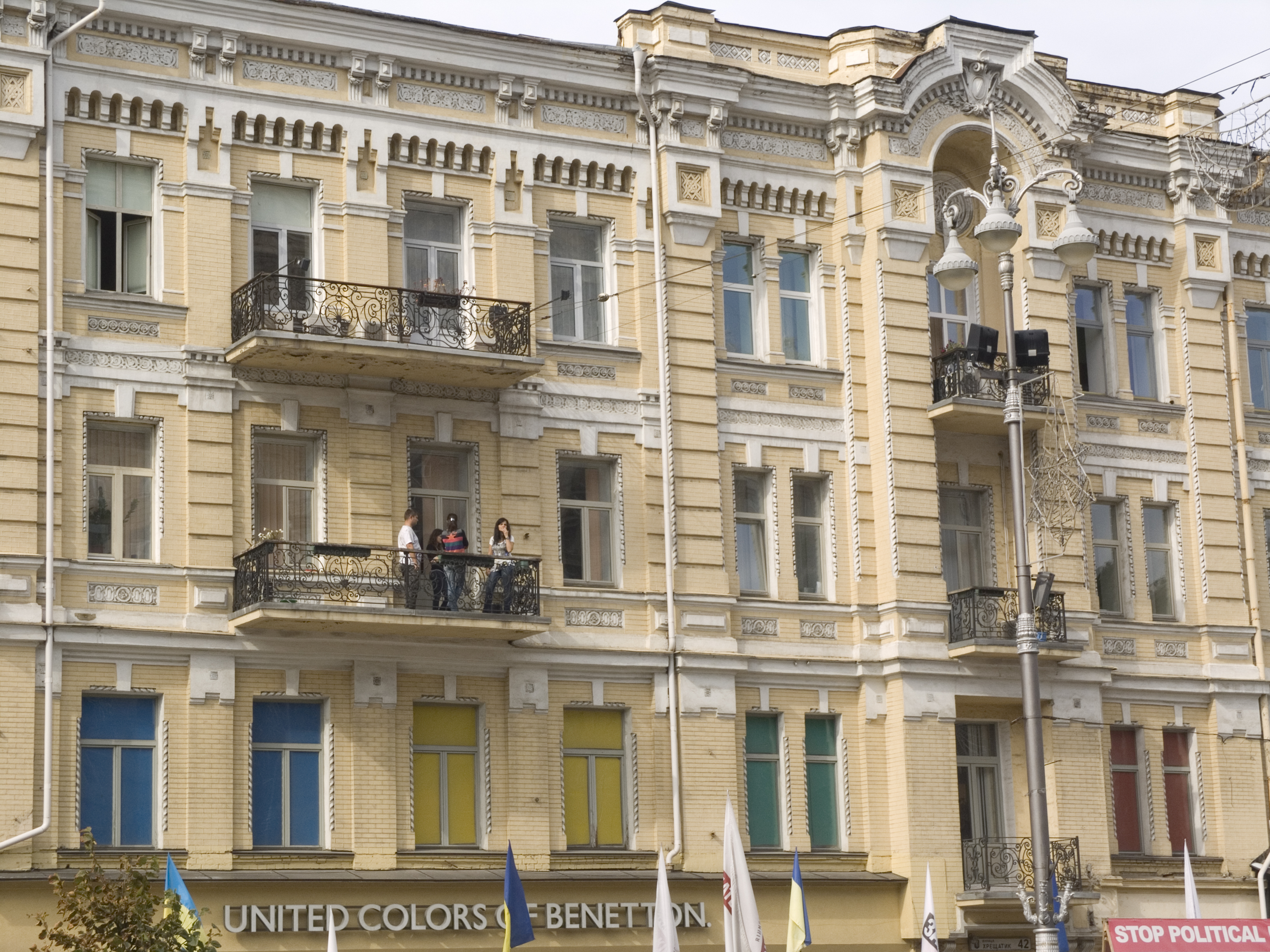
Nahaufnahme des Gebäudes

Die verzierten Türme des Gebäudes, das im Stil des Eklektizismus mit Elementen der Renaissance und des Barock vom Architekten O. Krywoschejewa in den Jahren 1895/96 erbaut wurde, gingen bei einem Brand verloren.
Im unteren Stockwerk des neuen Gebäudes befanden sich vier Boutiquen und ein Restaurant, in den oberen Geschossen befanden sich Wohnungen.
Das Haus ist ein typisches Beispiel für ein innerstädtisches Multifunktionsgebäude zum Ende des 19. Jahrhunderts. Heute beherbergt das Wohn- und Bürogebäude im Erdgeschoss Gewerbeflächen.